# Brachyteles hypoxanthus
Il murichi settentrionale (Brachyteles hypoxanthus Heinrich Kuhl, 1820) è un primate platirrino della famiglia degli Atelidi.
Veniva considerato una sottospecie di Brachyteles arachnoides (B. arachnoides hypoxanthus): oggi, la maggior parte degli studiosi è più propensa a classificare questi animali come specie a sé stante.

## Distribuzione
Con un areale molto frammentato, occupa le aree di foresta atlantica negli stati brasiliani di Rio de Janeiro, Espírito Santo, Bahia e Minas Gerais.

## Descrizione

### Dimensioni
Misura in tutto più di un metro e mezzo, la metà del quale spetta alla coda, per un peso che supera gli 11 kg.

### Aspetto
Il pelo è uniformemente grigio, con sfumature brune o rossicce sulla parte posteriore delle cosce ed a volte sulla schiena. La faccia, le orecchie e le mani sono nere. La coda presenta sfumature brune ed è glabra nella parte terminale. Il ventre è molto prominente.

## Biologia
Si tratta di animali sociali, diurni ed arboricoli. Vivono in grossi gruppi che non si separano mai, a differenza delle scimmie ragno. Sono assai rari i casi di aggressività intraspecifica, sia all'interno dei gruppi che fra vari gruppi: questo è dovuto probabilmente alle abitudini arboricole della specie, per cui una minima perdita di concentrazione (ad esempio durante un litigio) potrebbe portare a una caduta da grandi altezze.

Si nutre essenzialmente di foglie e frutta ben matura.
È considerata una delle specie di primate più rare e minacciate al mondo.